# Circuit Paul-Ricard
Paul Ricard je závodní okruh formule jedna, na kterém se svého času konala čtrnáctkrát Grand Prix Francie. Jeho stavba začala roku 1969 v Le Castellet, nedaleko Marseille, z finanční podpory skupiny výstředního nápojového magnáta Paula Ricarda, firmy Pernod Ricard. V současné době vlastní okruh CEO formule 1 Bernie Ecclestone a je používán zejména k testům královny motorsportu, ale několikrát do roka se na něm konají i závody motokár. Mezi jeho základní znaky patří veliká flexibilita, neboť trať nabízí několik verzí, z nichž každá testuje jinou oblast. Nejčastěji se používá verze připomínající monacký okruh a závodní okruh Gillese Villeneuva. Paul Ricard má dokonce i vlastní zavlažovací systém, díky němuž lze zkoušet jízdu na mokré trati...
Několikrát byla též projevena snaha ze strany závodních stájí vrátit Paul Ricard zpět do kolotoče celého seriálu formule 1, kde by mohl nahradit nepříliš populární Magny-Cours. Bernie Ecclestone však s tímto návrhem opakovaně nesouhlasil, neboť Paul Ricard nenabízí téměř žádné zázemí pro diváky ani novináře – absentují jak informační centra, tak tribuny. Místo Magny-Cours by mnohem raději viděl formule v ulicích Paříže či dokonce mezi atrakcemi ve francouzském disneylandu. V březnu roku 2012 bylo oznámeno, že od roku 2013 se Grand Prix Francie vrátí zpět do kalendáře, avšak nebylo rozhodnuto o místě závodu. Nakonec se okruh i GP Francie vrátili do kalendáře F1 v roce 2018. Poslední závod zde byl v roce 2021. 

## Trať od roku 1971
- Délka okruhu 5 809 m
- Rekord v kvalifikaci – 1:32.462 Keke Rosberg/1985
- Rekord v závodě – 1:39.914 Keke Rosberg/1985

| Rok       | Jezdec          | Konstruktér | Výsledky  |
| --------- | --------------- | ----------- | --------- |
| 1971      | Jackie Stewart  | Tyrrell     | Výsledky  |
| 1972      | Nejelo se       | Nejelo se   | Nejelo se |
| 1973      | Ronnie Peterson | Lotus       | Výsledky  |
| 1974      | Nejelo se       | Nejelo se   | Nejelo se |
| 1975      | Niki Lauda      | Ferrari     | Výsledky  |
| 1976      | James Hunt      | McLaren     | Výsledky  |
| 1977      | Nejelo se       | Nejelo se   | Nejelo se |
| 1978      | Mario Andretti  | Lotus       | Výsledky  |
| 1979      | Nejelo se       | Nejelo se   | Nejelo se |
| 1980      | Alan Jones      | Williams    | Výsledky  |
| 1981      | Nejelo se       | Nejelo se   | Nejelo se |
| 1982      | René Arnoux     | Renault     | Výsledky  |
| 1983–1984 | Nejelo se       | Nejelo se   | Nejelo se |
| 1985      | Nelson Piquet   | Brabham     | Výsledky  |

## Trať od roku 1986
- Délka okruhu 3 812 m
- Rekord v kvalifikaci – 1:04.402 Nigel Mansell/1990
- Rekord v závodě – 1:08.012 Nigel Mansell/1990

| Rok       | Jezdec        | Konstruktér | Výsledky  |
| --------- | ------------- | ----------- | --------- |
| 1986      | Nigel Mansell | Williams    | Výsledky  |
| 1987      | Nigel Mansell | Williams    | Výsledky  |
| 1988      | Alain Prost   | McLaren     | Výsledky  |
| 1989      | Alain Prost   | McLaren     | Výsledky  |
| 1990      | Alain Prost   | Ferrari     | Výsledky  |
| 1991–2017 | Nejelo se     | Nejelo se   | Nejelo se |

## Trať od roku 2018
- Délka okruhu 5 842 m
- Rekord v kvalifikaci – 1:28.319 Lewis Hamilton/2019
- Rekord v závodě – 	1:32.740 Sebastian Vettel/2019

| Rok  | Jezdec         | Konstruktér | Výsledky  |
| ---- | -------------- | ----------- | --------- |
| 2018 | Lewis Hamilton | Mercedes    | Výsledky  |
| 2019 | Lewis Hamilton | Mercedes    | Výsledky  |
| 2020 | Nejelo se      | Nejelo se   | Nejelo se |
| 2021 | Max Verstappen | Red Bull    | Výsledky  |